# Metomil
Metomil és un insecticida de tipus carbamat. És un compost altament tòxic de classe I a la EPA per la seva alta toxicitat en humans. Va ser introduït l'any 1966, però el seu ús és restringit. S'utilitza principalment en l'alfals pel farratge.
Existeix com a isòmer Z. Forma cristalls groguencs, amb una lleugera olor sulfurosa.

## Aplicacions
Actua com a inhibidor de la colinesterasa. S'utilitza com a acaricida pel control d'àcars i aranyes. S'utilitza en vegetals, fruites i cultius de camp com cotó i plantes ornamentals.
És efectiu de dos formes: com a insecticida de contacte, ja que mata els insectes sota contacte directe; com a insecticida sistemàtic, ja que enverina després de ser absorbit i transportat a través de les plagues que s'alimenten de les plantes tractades. És capaç de ser absorbit sense ser fitotòxic.

## Toxicitat
Metomil és altament tòxic per ocells, abelles i moderadament tòxic per peixos.
En humans pot ser molt tòxic per via oral. Els símptomes sorgits per la seva exposició són debilitat, visió borrosa, mal de cap, nàusees, baixa pressió sanguínia, etc. Pot causar la mort per paràlisi dels músculs de la cadena respiratòria o respiració discontínua.
És ràpidament absorbit per la pell, el tracte intestinal arribant al fetge.

## Destins ambientals
Metomil té una baixa persistència en el sòl, deguda la seva alta solubilitat en aigua i la baixa afinitat per aquest. Pot produir contaminació de l'aigua del subsòl.